# Johan Hora Siccama van de Harkstede (1853-1928)

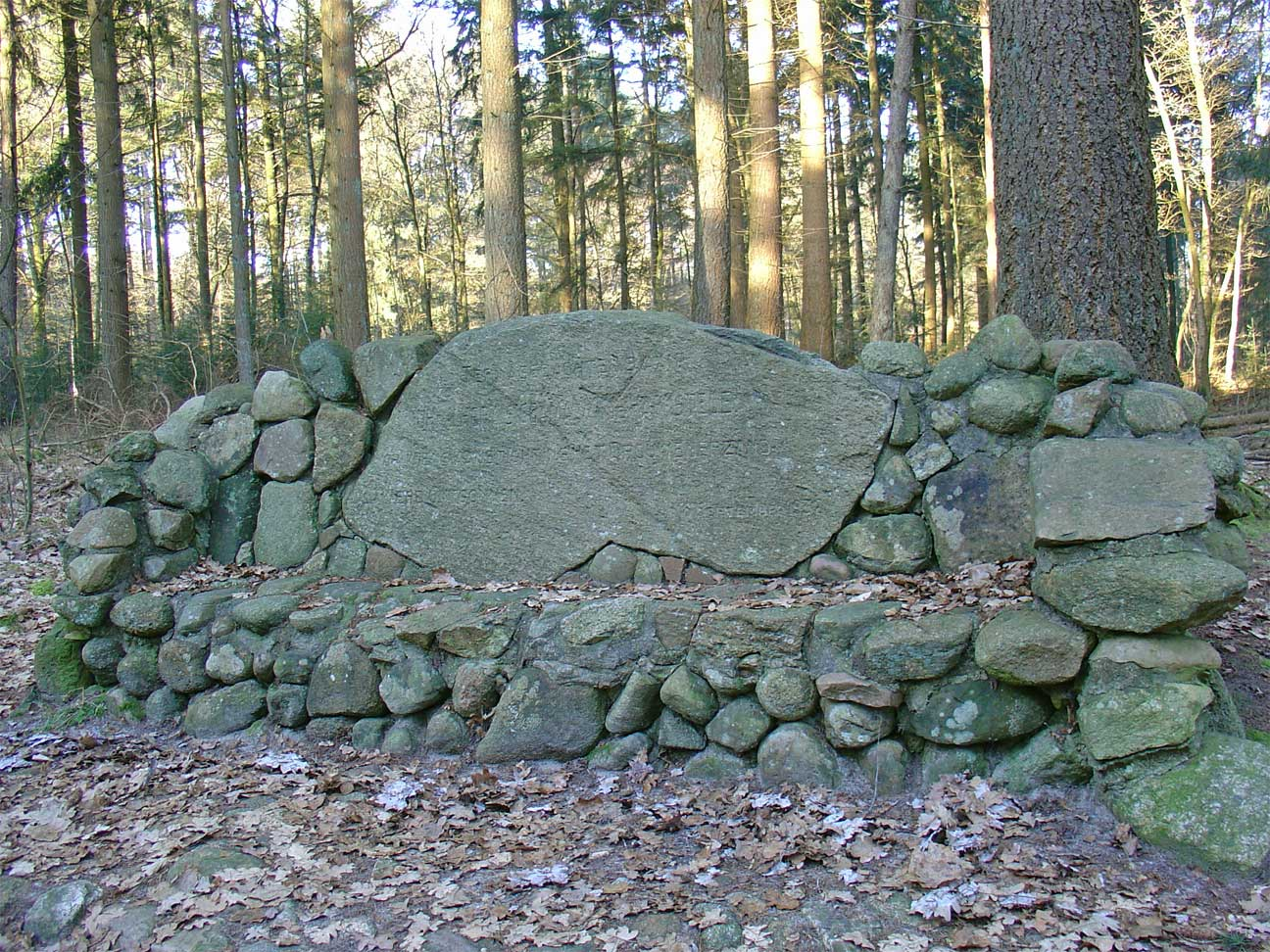
Monument (uit 1932) ter nagedachtenis aan jhr. Hora Siccama van Harkstede, oprichter Oranjebond van Orde, initiatiefnemer voor de bebossing van het Drouwenerzand

Jhr. Johan Hora Siccama van de Harkstede (Bergen op Zoom, 7 april 1853 - Hilversum, 4 april 1928) was een Nederlandse landontginner en oprichter van de Oranjebond van Orde.

## Leven en werk
Siccama, lid van de familie Siccama en zoon van jhr. Duco Gerold Hora Siccama van de Harkstede, heer van de beide Harksteden (1819-1891) en diens tweede echtgenote Barbara Wilhelmina Copes van Hasselt (1817-1899), trouwde op 23 juli 1880 in Weststellingwerf met Anna Catharina Sickenga (1853-1934), dochter van  Jacob Sickenga en Aaltje Hoekstra, met wie hij zes kinderen kreeg. Bij dit huwelijk werd in stripvorm een groot en vermakelijk tabelo geschilderd,  dat bewaard wordt in de Fogelsangh State, een uithof van het Fries Museum te Veenklooster.
Siccama was ontvanger der directe belastingen en lid van de Ridderschap van Utrecht. Hij richtte in 1893 de Oranjebond van Orde op. Deze bond schakelde verpauperde arbeiders uit de steden in om nog onontgonnen gebieden in onder meer Drenthe, Overijssel, Gelderland en Noord-Brabant tot ontwikkeling te brengen. Het doel was daarbij drieledig: de levensomstandigheden van arbeiders te verbeteren en zo het socialisme de wind uit de zeilen te nemen, land te ontginnen en de band met het Oranjehuis te versterken. Uiteindelijk werden bij de opheffing van de bond in 1923 de bezittingen overgedragen aan de Nederlandse Heidemaatschappij.
Vanaf 1894 was hij bestuurslid en voorzitter van de Broederschap van ontvangers der directe belastingen. Van 1915 tot 1923 was hij secretaris van de Raad van Beroep directe belastingen te Amsterdam. Hij was mede-oprichter en redacteur van het tijdschrift De fiscus. In 1899 was hij mede-oprichter van de Nederlandse Adelsvereniging.
Siccama overleed in 1928 op bijna 75-jarige leeftijd te Hilversum. Ter herinnering aan het werk van Siccama zijn nog monumentale banken te vinden in het Drentse natuurgebied het Drouwenerzand (in 1932) en in het Ugcheler Bos, waar ook een laan naar hem werd genoemd. Hij liet een legaat na waarmee het monument in Park 1813 op de Lemelerberg kon worden vernieuwd (in 1934).